# PGC 61063
LEDA/PGC 61063 ist eine Balken-Spiralgalaxie vom Hubble-Typ SBd im Sternbild Herkules am Nordsternhimmel, die schätzungsweise 148 Millionen Lichtjahre von der Milchstraße entfernt ist. Gemeinsam mit NGC 6484 und PGC 61052 bildet sie das isolierte Galaxientrio KTG 67 oder LGG 413.